# Paeonia officinalis

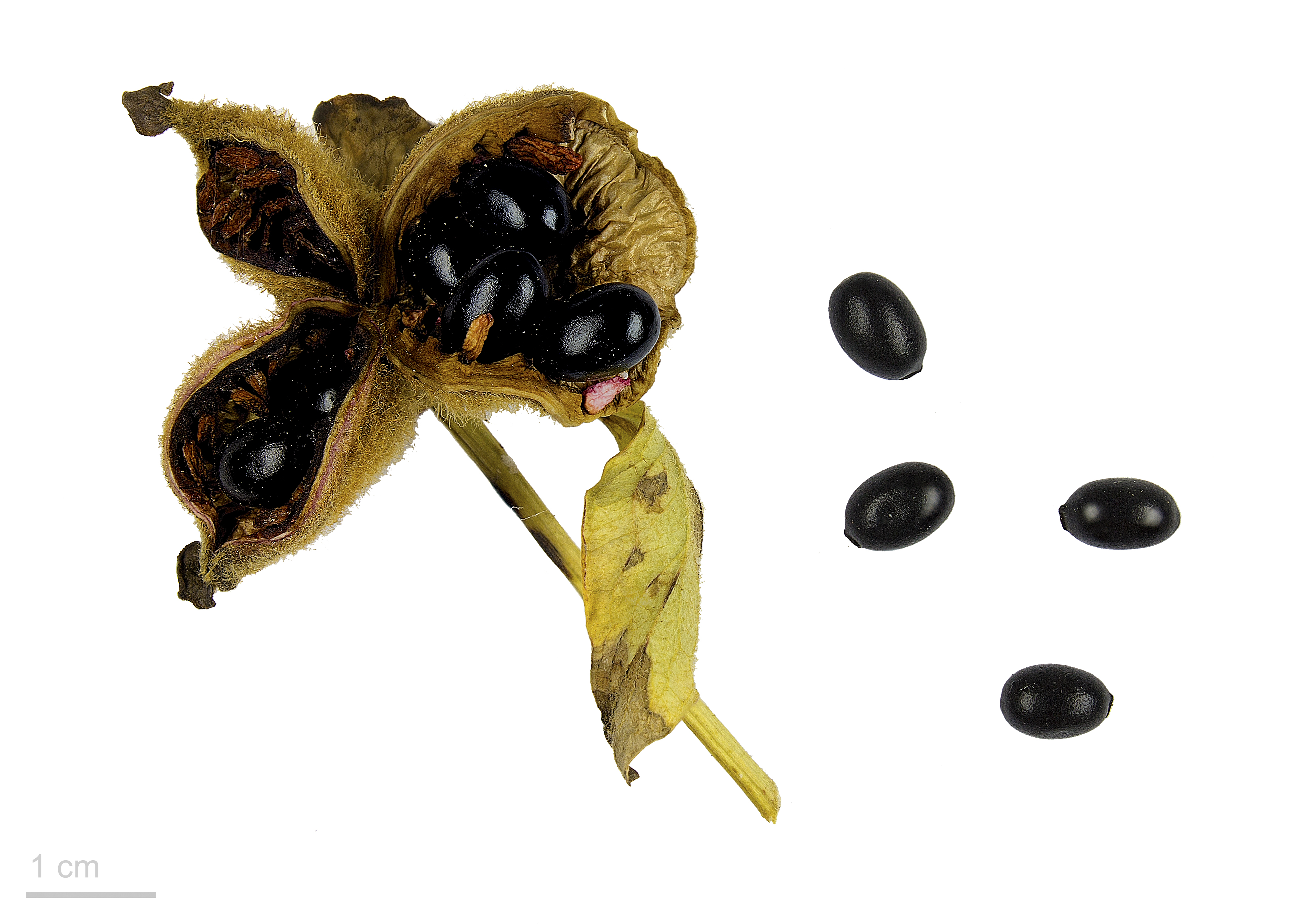
Paeonia officinalis - MHNT

Paeonia officinalis é uma espécie de planta com flor pertencente à família Paeoniaceae. 
A autoridade científica da espécie é L., tendo sido publicada em Species Plantarum 1: 530. 1753.
O seu nome comum é peónia.

## Portugal
Trata-se de uma espécie presente no território português, nomeadamente os seguintes táxones infraespecíficos:
- Paeonia officinalis subsp. microcarpa - presente em Portugal Continental. Em termos de naturalidade é nativa da região atrás referida. Não se encontra protegida por legislação portuguesa ou da Comunidade Europeia.